# Natasha Bedingfield
Natasha Anne Bedingfield, född 26 november 1981 i Haywards Heath i West Sussex, är en brittisk sångerska. Hon är syster till Daniel Bedingfield.
I tonåren startade Natasha, Daniel och lillasystern Nicole ett band tillsammans, The DNA Algorithm, som var en R&B-influerad grupp men de spelade också garage och pop.

## Biografi
På universitet studerade Bedingfield psykologi för att kunna ha mer innehållsrika texter, men hoppade sedan av för att satsa på musiken mer än som ett intresse. Sony BMG lockades och USA blev nästa resmål för att kunna spela in debutalbumet Unwritten. Den första singeln, "Single", kom på tredje plats på englandslistan. Låten handlar om att man skall kunna fira att vara singel. Nästa singel blev "These Words" och den kom på första plats. Även hennes debutalbum landade högst upp på listan, och hon och Daniel är de första artistsyskonen som har haft ettor och de står med i Guinness Rekordbok. Natasha Bedingfield fick ett skivkontrakt i USA och satsar på ett genombrott där. Bedingfield har även producerat låtar åt andra artister som Brandy.
Natasha Bedingfield är sedan den 21 mars 2009 gift med affärsmannen Matthew Robinson. Deras son, Solomon Dylan Robinson, föddes 31 december 2017.

## Diskografi

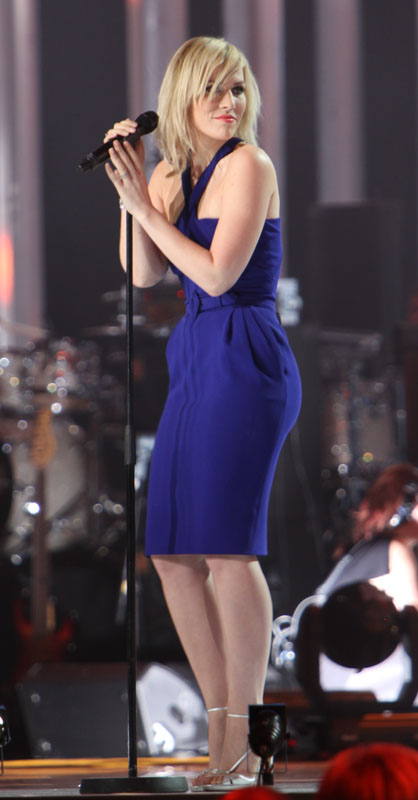
Natasha Bedingfield (2009)

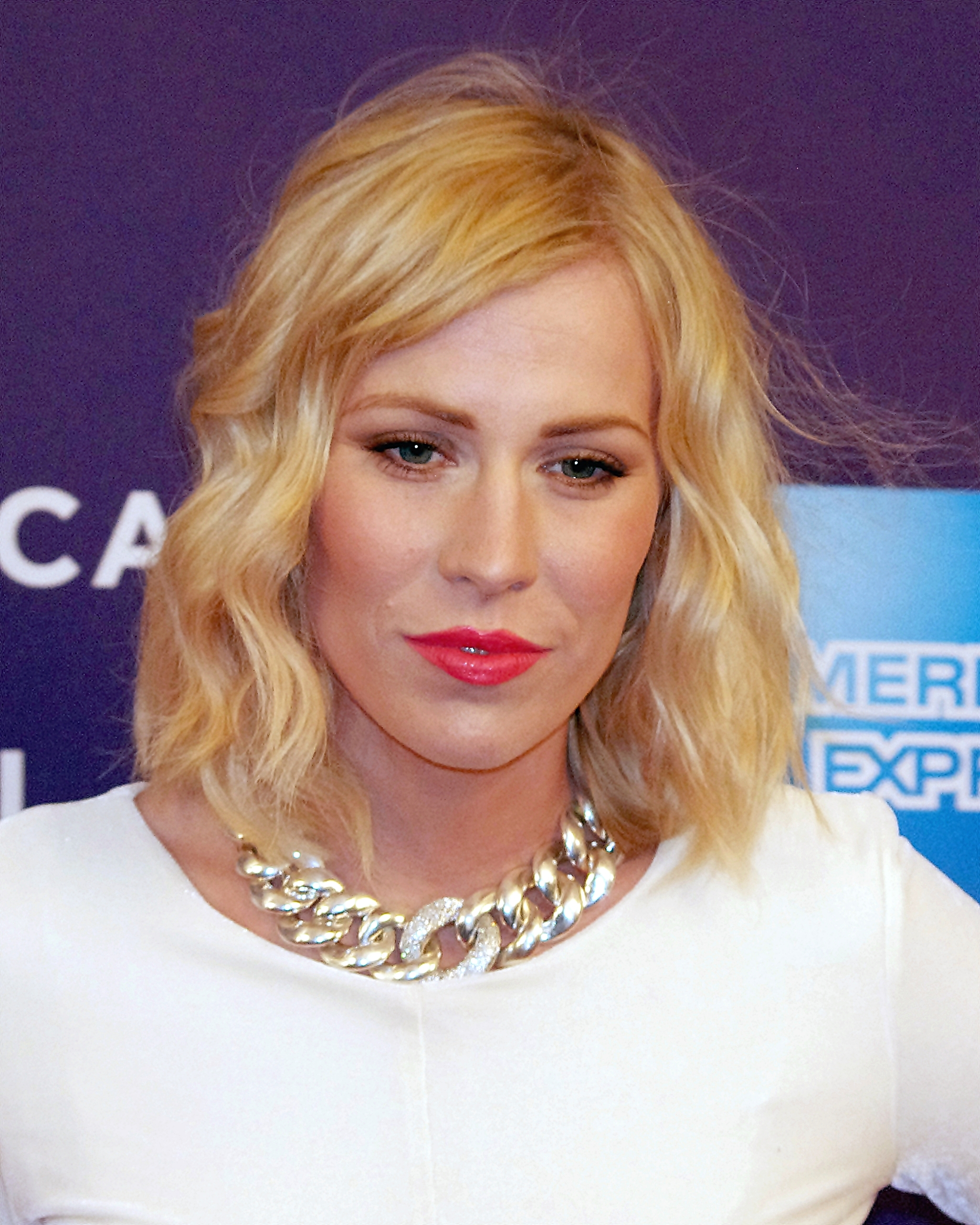
Natasha Bedingfield vid Tribeca Film Festival 2012.

### Studioalbum
- Unwritten (2004)
- N.B. / Pocketful of Sunshine (2007)
- Strip Me / Strip Me Away (2010)
- Roll with Me (2019)

### EP
- Live in New York City (2007)
- Live from London (2007)

### Singlar
- "Single" (3 maj 2004)
- "These Words" (16 augusti 2004)
- "Unwritten" (29 november 2004)
- "I Bruise Easily" (4 april 2005)
- "The One That Got Away" (maj 2006; endast USA)
- "I Wanna Have Your Babies" (2 april 2007)
- "Soulmate" (2 juli 2007)
- "Say It Again" (8 oktober 2007)
- "Pocketful of Sunshine" (11 februari 2008)
- "Love like This" (7 april 2008)
- "Angel" (11 augusti 2008)
- "Soulmate" (december 2008; återutgåva)
- "Touch" (18 maj 2010)
- "Strip Me" (21 september 2010)
- "Shake Up Christmas" (2011)
- "Hope" (2015)
- "Unicorn" (med Basto!) (2016)
- "Let Go" (2017)
- "Unwritten" (Remix) (2019)
- "Roller Skate" (2019)
- "Kick It" (2019)